# 呉世璠
呉 世璠（ご せいはん）は、三藩の乱の時期に存在した周の第2代（最後）の皇帝。

## 生涯
周の初代皇帝・昭武帝呉三桂の孫、呉応熊と和碩恪純公主（太宗ホンタイジの娘）との間の子、呉世霖の同母弟。昭武元年（1678年）に即位した祖父がすぐに崩御したため即位したが、祖父の死により清軍の攻勢はさらに強まり、湖南を皮切りに長沙、重慶、成都を次々に制圧し、洪化4年（1681年）に逃れた昆明が清軍に陥落されると首を吊って自害し、ここに周は滅亡した。この前後に平南王尚之信、靖南王耿精忠の両藩も取り潰され、三藩の乱は鎮圧された。
康熙22年（1683年）には台湾の鄭氏政権も清に降伏、こうして清の中国への直接支配体制が完成した。